# Partido Liberal Progressista
Partido Liberal Progressista foi uma sigla partidária brasileira fundada em 1988, que disputou, sob registro provisório, as eleições presidenciais de 1989, lançando como candidato Eudes de Oliveira Mattar, filho do famoso médico paulista Tufik Mattar, obtendo apenas 162.336 votos. Para vice-presidente, lançaram o também médico Dante Lazzaroni Júnior, filho de Dante Lazzaroni. Entre 1989 e 1990, o partido possuiu um representante na Câmara dos Deputados.
Utilizou o número 55, que atualmente é utilizado pelo PSD.

## Desempenho Eleitoral

### Eleições presidenciais
| Ano  | Imagem | Candidato a Presidente         | Candidato a Vice-Presidente  | Coligação     | Votos           | Posição |
| ---- | ------ | ------------------------------ | ---------------------------- | ------------- | --------------- | ------- |
| 1989 |        | Eudes de Oliveira Mattar (PLP) | Dante Lazzaroni Júnior (PLP) | Sem coligação | 162.343 (0,24%) | 17º     |